# ايميكا فرايداي ايزي
ايميكا فرايداي ايزي (بالإنجليزية: Emeka Friday Eze)‏ هو لاعب كرة قدم نيجيري في مركز الهجوم، ولد في 26 سبتمبر 1996 في نيجيريا. لعب مع شتورم غراتس.

## وصلات خارجية
- ايميكا فرايداي ايزي على موقع اتحاد تركيا (لاعب) (الإنجليزية)
- ايميكا فرايداي ايزي على موقع قاعدة بيانات كرة القدم.إي يو (الإنجليزية)
- ايميكا فرايداي ايزي على موقع Soccerway.com (الإنجليزية)
- ايميكا فرايداي ايزي على موقع عالم كرة القدم.نت (الإنجليزية)